# Pietro Codronchi
Pietro Codronchi (Imola, 1840 – Milano, 3 giugno 1878) è stato un poeta italiano.

## Biografia
La famiglia del conte Pietro Codronchi-Torelli possedeva vigneti e altre proprietà agricole nel comune di Imola, in zona di Monticino dei Meli granati. La cantina di Pietro Codronchi era sempre fornita e, quando veniva a Roma, egli portava in dono agli amici fiaschetti di vin santo, come ricorda il suo amico, il poeta Achille Monti. Pietro Codronchi fu tra gli ultimi ad aderire al gruppo dei poeti della Scuola romana e tra gli ultimi a prendere l'abitudine di frequentare le loro riunioni romane settimanali al Caffè Nuovo, a palazzo Ruspoli, al Corso. Strinse amicizia, oltre che con Monti, coi i tre fratelli Maccari. Presentò al gruppo di poeti un suo amico di Imola, l'editore Paolo Galeati che stampò molti libri dei poeti della Scuola romana. Quando, perduti per grave malattia i due fratelli minori Leopoldo e Giuseppe, anche Giovanni Battista Maccari si ammalò di un misterioso male alla gola, Pietro Codronchi lo invitò a Imola, con la speranza che all'aria aperta il malato migliorasse. Giovanni Battista arrivò il 3 agosto 1868: era magrissimo e non stava in piedi. L'amico Codronchi lo portò alla rinomata fonte, a Castel San Pietro Terme, le cui acque avrebbero potuto lenire il dolore, ma Giovanni Battista non migliorò. Mori dopo il suo rientro a Roma, il 19 ottobre 1868. Pietro Codronchi raccolse le poesie inedite dell'amico e le pubblicò, con una sua breve nota introduttiva. La Biblioteca comunale di Imola possiede opuscoli con versi di Pietro Codronchi, scritti per nozze o in commemorazione di defunti. Pietro Codronchi si ispira a Leopardi e sembra il poeta delle cose minime. Nelle Ricordanze d'autunno descrive paesaggi della campagna romagnola, addolciti dai colori dorati delle foglie. Con un gruppo di poeti della Scuola romana ha partecipato alla raccolta di poesie:
- AA. VV., A Nostra Signora del Buon Consiglio il Municipio di Genazzano, Roma, Sininberghi, 1867. (Poesie di: Pietro Codronchi, Paolo Emilio Castagnola, Pietro Cossa, F. Napoli, Ignazio Ciampi, Enrico Monaci, Achille Monti)

### Opere
- Sermone XX di San Pier Crisologo, volgarizzato da Pietro Codronchi, 1867. G. Aurelj, Roma.
- Le ricordanze d'autunno. A Luigi Poggi arciprete di Casola Valsenio: versi di Pietro Codronchi, 1858, Tip. d'Ignazio Galeati e figlio, Imola.
- Giambattista Maccari: ricordi di Pietro Codronchi, 1869, Tip. Ignazio Galeati e figlio, Imola.
- Memorie care: versi di Pietro Codronchi, 1870, Tip. d'Ignazio Galeati e figlio, Imola.